# Lombreuil

Lombreuil este o comună în departamentul Loiret din centrul Franței. În 1 ianuarie 2022 avea o populație de 304 de locuitori.